# Sportcentrum Kalverdijkje
Het Sportcentrum Kalverdijkje is een sportcomplex gelegen in Leeuwarden. In het centrum is een zwembad aanwezig en wordt basketbal, korfbal en volleybal beoefend. Het Kalverdijkje is de thuishaven van profbasketbalclub LWD Basket.
Het Kalverdijkje omvat twee hallen, de Egelantierhal en de Schieringenhal waarvan de laatste het meest gebruikt wordt. LWD Basket speelt haar thuiswedstrijden in deze hal, die plaats biedt aan maximaal 1.700 toeschouwers.